# Courbe de survie

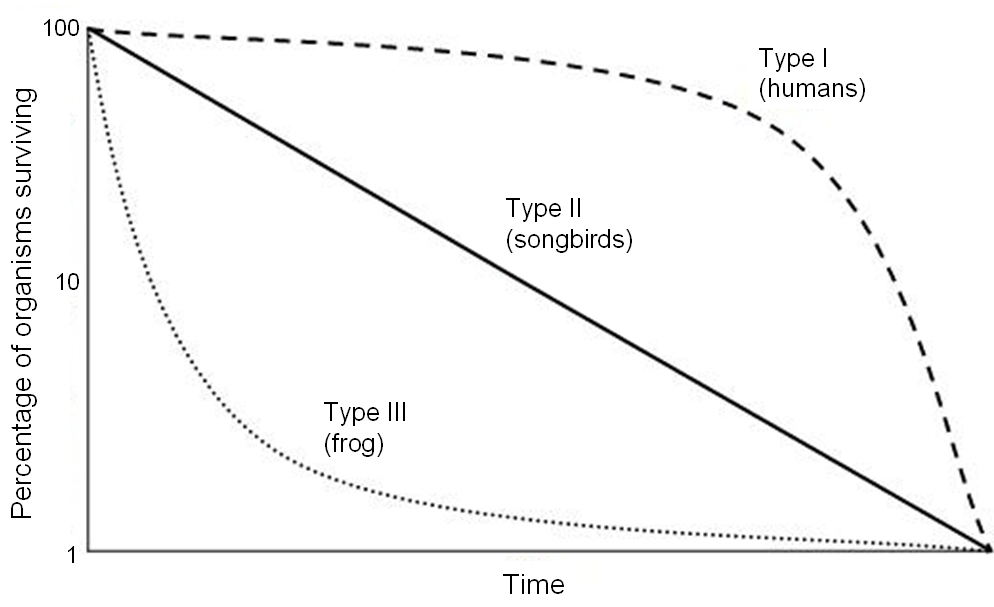
Une illustration des trois types de courbes idéalisées (échelle logarithmique).

Une courbe de survie, en démographie, biologie et science actuarielle, est un diagramme montrant le nombre ou la proportion d'individus survivant à chaque âge pour une espèce ou un groupe donné (par exemple, mâles ou femelles). Les courbes de survie peuvent être construites pour une cohorte donnée (un groupe d'individus à peu près du même âge) à partir d'une table de mortalité. 

Autre illustration présentant différents animaux en fonction de leur type sur la courbe de survie.

Il existe trois types généralisés de courbes de survie :  
- Les courbes de type I ou convexes sont caractérisées par une forte probabilité de survie spécifique à l'âge au début et au milieu de la vie, suivie d'un déclin rapide de la survie plus tard. Elles sont typiques des espèces qui produisent peu de descendants mais qui en prennent soin, y compris les humains et de nombreux autres grands mammifères[2].
- Les courbes de type II ou diagonales sont un intermédiaire entre les types I et III, où le taux de mortalité et la probabilité de survie sont à peu près constant quel que soit l'âge. Certains oiseaux et certains lézards suivent ce modèle.
- Les courbes de type III ou concaves ont le taux de mortalité le plus élevé (taux de survie par âge le plus bas) au début de la vie mais ces taux de mortalité deviennent relativement faibles (probabilité de survie élevée) pour ceux qui survivent à ce goulot d'étranglement. Ce type de courbe est caractéristique des espèces qui produisent un grand nombre de descendants (voir Modèle évolutif r / K). Cela comprend la plupart des invertébrés marins. Par exemple, les huîtres produisent des millions d'œufs, mais la plupart des larves meurent de prédation ou d'autres causes ; ceux qui survivent assez longtemps pour produire une coquille dure vivent relativement longtemps.

Le nombre ou la proportion d'organismes survivant à n'importe quel âge est représenté sur en ordonnées (généralement avec une échelle logarithmique commençant par 1000 individus), tandis que leur âge (souvent en proportion de la durée de vie maximale) est représenté sur l'axe des abscisses. 
Dans les statistiques mathématiques, la fonction de survie est une forme spécifique de courbe de survie qui joue un rôle essentiel dans l'analyse de survie . 
Il y a plusieurs raisons pour lesquelles une espèce présente une courbe de survie particulière, mais un facteur peut être des facteurs environnementaux qui diminuent la survie. Par exemple, un élément extérieur qui n'est pas discriminatoire dans les âges qu'il affecte (d'une espèce particulière) est susceptible de produire une courbe de survie de type II, où les jeunes et les vieux sont également susceptibles d'être affectés. En revanche, un élément extérieur qui réduit préférentiellement la survie des jeunes individus est susceptible de donner une courbe de type III. Enfin, si un élément extérieur ne réduit que la survie des organismes plus tard dans la vie, cela produira probablement une courbe de type I.  